# Król (album)
Król – szósty album długogrający szczecińskiego zespołu metalowego Quo Vadis. Został on wydany w 2002 roku nakładem wytwórni Conquer Records.

## Lista utworów[1]
| Nr  | Tytuł utworu      | Długość |
| --- | ----------------- | ------- |
| 1.  | „Dżihad”          | 4:50    |
| 2.  | „Zegary”          | 3:06    |
| 3.  | „Umarł król”      | 2:43    |
| 4.  | „Portret”         | 3:21    |
| 5.  | „Era”             | 4:11    |
| 6.  | „Pełnia”          | 3:07    |
| 7.  | „Siódmy krąg”     | 4:10    |
| 8.  | „Tornado”         | 1:44    |
| 9.  | „Nie dla mnie...” | 4:04    |
| 10. | „Sodoma”          | 3:30    |
| 11. | „Dzień sądu”      | 4:00    |
| 12. | „Ogień”           | 2:47    |
| 13. | „Assassin”        | 4:29    |
| 14. | „Wicher”          | 4:36    |
|     |                   | 50:38   |

## Twórcy[2]
- Tomasz „Skaya” Skuza – wokal, bass
- Marcin „Cimas” Szeremeta – gitara
- Marcin „Baloo” Bal – instrumenty klawiszowe
- Paweł „Młody” Kamiński – perkusja